# 村瀬寛美
村瀬 寛美（むらせ ひろみ、1973年12月12日 -）は、フリーアナウンサー。所属事務所はNTB。

## 来歴・人物
愛知県名古屋市出身。愛知県立明和高等学校、愛知淑徳大学卒業。1997年、山梨放送に入社。2004年4月、故郷の名古屋テレビ放送へ移籍。入社後すぐに、早朝番組「特選朝いち どですか!」に出演している。映画鑑賞が趣味で年に100本は鑑賞をするという。山梨放送当時には、YBS携帯用ホームページの映画鑑賞日記を連載していた。
2007年11月、高校時代の同級生と結婚することを自らのブログで発表した。「占いでこの名前が仕事運がいい」からとの理由で、結婚後も村瀬姓で仕事を続ける。産休、育児休業をへて2009年4月より「どですか」に復帰した。同年6月に名古屋テレビ放送を退社。
名古屋テレビ放送退社後はフリーアナウンサーとなり、東海ラジオの日中帯の契約アナウンサーとしても活動。他、名古屋市内のアナウンススクール「NAWS名古屋アナウンスワークショップ」の講師をつとめており、教え子には2020年に山梨放送に入社した岡本桃香がいる。2023年現在、メーテレ（名古屋テレビ放送）のニュース担当アナウンサーとしても活動。

## 過去の担当番組
山梨放送時代
- 山梨の朝
- 1億人の富士山
- ただいま☆
- ズームイン!!SUPER
- しびれて土曜日
- YBSワイドニュース

メ～テレ移籍後
- ドデスカ!（土）
- アナchu!
- 特選朝いち どですか!
- メ〜テレNEWS

## その他出演番組
- パネルクイズ アタック25（2008年1月6日、「女性アナウンサー大会」にメ～テレ代表として出場）